# Filezijevke
Filezijevke (lat. Philesiaceae), malena porodica jednosupnica kojoj pripadaju dva roda, svaka s po jednom vrstom, te jedan hibridni rod, Filagerija. Filezijevke su grmovi koji rastu na jugu Čilea. Filezija je vazdazeleni grm, a lapagerija grmasta penjačica.

## Rodovi
1. Lapageria Ruiz & Pav.
2. Philesia Comm. ex Juss.
3. ×Philageria Mast.